# الرونة (صنعاء)

تعديل مصدري - تعديل

الرونه هي إحدى قرى مديرية بني حشيش التابعة لمحافظة صنعاء اليمنية، بلغ تعداد سكانها 2570 نسمة حسب الإحصاء الذي جرى عام 2004.